# Zoološki vrt
Zoološke vrtove ljudi uređuju da bi makar u donekle prirodnim uvjetima mogli promatrati život životinja. 

## Suvremeno uređivanje zooloških vrtova
U njih smještaju životinje iz različitih krajeva svijeta. Suvremeni zoološki vrtovi uređeni su tako da svaka životinja - u malom - oko sebe ima prostor sličan onome u kojem je navikla živjeti u slobodnoj prirodi: vidra ima bazen za plivanje i nekoliko trulih panjeva u koje se može zavući; kod majmuna je drveće na koje se mogu penjati; medvjed ima umjetnu spilju, ptice dosta prostora za letenje, zebre dovoljno mjesta za trčanje itd. 
Tu nema više kaveza sa željeznim šipkama i rešetkama kao u zoološkim vrtovima starijeg tipa. Da životinje ne pobjegnu, podignuti su oko njihovih nastamba zidići i iskopani jarci s vodom,a lavovi su npr. smješteni u velikim ulegnućima iz kojih ne mogu iskočiti. Jedino su ptice ostale u prostranim kavezima od žičane mreže,da ne odlete; ali je u tim kavezima drveće, grmlje i slično. Takve, moderno uređene zoološke vrtove nazivamo i zoološki parkovi. U njima se mogu držati i veće skupine životinja: čopori majmuna, krda antilopa, jata ptica močvarica i slično. Tako će njihov život biti sličniji životu u slobodnoj prirodi. U zoološkom vrtu mnoge životinje, ako su same, brzo uginu; ako je više životinja iste vrste zajedno, lakše se priviknu novim uvjetima života. Čak se i razmnožavaju kao da su u slobodnoj prirodi. Njihova mladunčad lakše će podnositi život u zarobljeništvu, nego one životinje koje su ulovljene i stavljene u zoološki vrt. Životinje u zoološkom vrtu zaštićene su od prirodnih neprijatelja. Hrana im je osigurana u dovoljnim količinama, isto tako i veterinarska briga ako obole. Zato većina životinja u zoološkom vrtu živi dulje nego u slobodnoj prirodi.
Zoološke vrtove posjećuju ponajviše učenici. Tu pobliže upoznaju životinje o kojima uče u školi. Posebnu važnost zoološki vrtovi imaju za stručnjake, zoologe i biologe.

## Povijest
Izvan europske civilizacije postojao je samo drevni tenochtitlanski zoološki vrt.
Prvi zoološki vrt u Europi osnovan je u Beču 1752. godine. U 20. stoljeću počeli su djelovati zoološki parkovi. Najveći zoološki vrt na svijetu po površini je onaj u Monartu u Južnoj Australiji. Prostire se na 1450 ha. Najveći u Europi je Tierpark Berlin koji zauzima površinu od 160 ha. Na svijetu je po broju životinja najveći Zoološki vrt Berlin koji se prostire na 34 ha i broji 19 500 jedinki raspoređenih u 1500 različitih vrsta. Godišnje ga posjeti oko 3000 000 ljudi. Po broju jedinki drugi najveći zoološki vrt na svijetu je onaj u Torontu u Kanadi. Prostire se na 287 ha, a broji 16 000 jedinki koje pripadaju 491 različitoj vrsti te bilježi 26 000 000 posjetitelja godišnje. Po časopisu Forbes (članak iz 2007.) najljepši zoološki vrtovi na svijetu su redom: Animal Kingdom u Orlandu (SAD), bazelski (Švicarska), beuvalski (Francuska), berlinski (Njemačka), bronksški (SAD), česterski (UK), praški (Češka) i pretorijski (JAR).

### Hrvatska
U Hrvatskoj postoji 6 zooloških vrtova, 3 javna i 3 privatna. Po površini je najveći osječki (11 ha), a po broju životinja zagrebački (2225 jedinki iz 275 vrsta).
- Zoološki vrt grada Zagreba
- Prirodoslovni muzej i zoološki vrt grada Splita
- Zoološki vrt i akvarij grada Osijeka
- Zoološki vrt obitelji Bizik
- Zoološki vrt obitelji Milec
- Križevačko čuvalište tigrova

Postoji i javni safari park Brijuni, nastanjen egzotičnim biljožderima.

## Kritike
Zoološki vrtovi su povremeno na udaru kritika udruga za zaštiti životinja. Naime, pojedini zoološki vrtovi se razlikuju, kako po brizi za životinje, tako i po svojoj opremljenosti te stupnju komfora koji pružaju životinjama. Najčešće kritike su upućene pojedinim zoološkim vrtovima, češće u nerazvijenim zemljama, zbog zapuštenosti životinja, ali i na uvjete u kojima one žive, prije svega na neadekvatnost kaveza. To može uzrokovati nenormalna ponašanja, kao klimanje glavom, stalno trčanje uz ogradu, griženje čeličnih šipki i samoozljeđivanje. Problem je i to što su neke životinje, koje u prirodi žive kao samotnjaci, smještene u kavez s više jedinki, i obrnuto.

## Glavne zadaće
Danas se težište postojanja zooloških vrtova premjestilo s izlaganja egzotičnih životinja premjestilo na druga područja. Prije gotovo 60 godina je profesor dr. Heini Hediger (direktor zooloških vrtova u Bernu, Baselu, i Zürichu) kao glavne zadaće zooloških vrtova postavio 
1. zaštitu prirode
2. školovanje
3. istraživanje i
4. odmor i rekreaciju.

U tome se do danas nije ništa promijenilo. U daleko najvećem broju znanstveno vođenih zooloških vrtova stoji na prvom mjestu zaštita prirode i vrsta. Tako danas veliki broj zooloških vrtova vodi i financira pojedine projekte zaštite in situ, odnosno u životnom prostoru divljih životinja.

## Vanjske poveznice
- Zoos Worldwide
- World Association of Zoos and Aquariums